# Giedi Primo
Giedi Primo è un pianeta immaginario presente nei romanzi fantascientifici del ciclo di Dune di Frank Herbert. Orbita intorno alla stella 36 Ophiuchi B ed è il mondo di origine della feroce Casa Harkonnen, nemica giurata della Casa Atreides.

## Caratteristiche
Giedi Primo è un pianeta mediocremente abitabile, con un basso livello di attività fotosintetica, rendendolo di fatto in bianco e nero. In Dune, il Barone Vladimir Harkonnen i suoi eredi vivono nella "città familiare di Harko".
A causa della sua ecologia devastata, il pianeta deve importare quasi tutto il suo fabbisogno di prodotti organici. Questa debolezza viene compensata però dalla grande potenza militare degli Harkonnen. La società di Giedi Primo è infatti basata sulla violenza, sul costante utilizzo di droghe, sul cannibalismo e sono presenti sia la schiavitù che i giochi gladiatori. Si tratta di un popolo che cerca di allontanarsi dalla natura umana. Persino i bambini sono addestrati al combattimento fin da piccoli. Queste caratteristiche favoriscono un sistema militare-industriale basato sulla paura e sulla brutalità, che rendono la casa Harkonnen l'unica, insieme alla casa Atreides, quasi alla pari con la casa imperiale in termini di forza.
Giedi Primo non è sempre stato un inferno industriale. Prima del Jihad Butleriano, aveva un clima ed un ambiente molto più piacevoli. A causa della guerra e di molte generazioni di dominio Harkonnen, l'ecologia del pianeta si deteriorò rapidamente.
In Gli eretici di Dune si viene a sapere che il pianeta è stato ribattezzato Gammu ad opera di Gurney Halleck.